# Sława Kwaśniewska
Sława Kwaśniewska, właśc. Stanisława Kwaśniewska-Myczka (ur. 28 października 1928 w Krakowie, zm. 27 sierpnia 2014 w Poznaniu) – polska aktorka filmowa i teatralna.

## Życiorys
W czasie II wojny światowej pracowała w zakładzie fryzjerskim i była łączniczką w AK. W 1948 roku ukończyła krakowską Szkołę Aktorską. W latach 1949–51 oraz 1954-57 była aktorką Teatrów Dramatycznych w Częstochowie, w latach 1957-60 Teatru Zagłębia w Sosnowcu, 1960–1963 Teatru Ziemi Lubuskiej w Zielonej Górze, 1963–1972 Teatru Polskiego w Poznaniu, 1972-1991 Teatru Nowego w Poznaniu, 1995–1996 Wrocławskiego Teatru Współczesnego im. Edmunda Wiercińskiego, 1997–2014 ponownie Teatru Nowego w Poznaniu.
Została pochowana na cmentarzu Górczyńskim w Poznaniu.

## Filmografia
- 2012–2013: Lekarze – Helena Słomka (odc. 4 i 19)
- 2011: Głęboka woda – Helena (odc. 8)
- 2008: Czas honoru – pani Inga, łączniczka Konarskich (odc. 5)
- 2003: 	Wieczór trzeciego króla – sprzedawczyni
- 2001–2002: 	Marzenia do spełnienia – Mania Zdziebło
- 2000: 	Twarze i maski – matka Jakuba (odc. 3)
- 1999–2007: 	Na dobre i na złe – Aniela Czapska
- 1997: 	Boża podszewka – Walukiewiczowa
- 1997: 	Musisz żyć – ciotka Bronka
- 1996: 	Poznań 56 – babcia Piotrka
- 1996: 	Maszyna zmian. Nowe przygody – dróżniczka (odc. 4 i 5)
- 1993: 	Balanga – Babka
- 1992: 	Mama – Nic – pani Prusik
- 1991–1993: 	Kuchnia polska – Jarosława Szymanko
- 1989: 	Bal na dworcu w Koluszkach – sędzia
- 1989: 	Szklany dom – była gospodyni Wandy
- 1988–1991: 	Pogranicze w ogniu – pani Jadwiga, nauczycielka gry na fortepianie
- 1988: 	Bez grzechu – Majerowa, sąsiadka Jezierskich
- 1987: 	W zawieszeniu – matka Anny
- 1987: 	Cienie – Marta
- 1986: 	Na kłopoty… Bednarski – Greta Piwońska, matka Bruna
- 1986: 	ESD – nauczycielka łaciny
- 1984: 	Engagement – Ewka
- 1984: Wszystko powiem Lilce! – Magierska
- 1983: 	Wir – Łastowiecka
- 1983: 	Kartka z podróży – Lubelska
- 1982: 	Głosy – Waczyńska
- 1981: 	Jan Serce – pani inżynier, szefowa Jana
- 1981: 	Kobieta samotna – ciotka Ireny
- 1981: 	Kłamczucha – ciocia Lila
- 1980: 	Panienki – nauczycielka
- 1980: 	Przygody małego maślaka
- 1979: 	Szansa – nauczycielka Stawicka
- 1979: 	Kung-fu – dyrektorka
- 1979: 	Biała gorączka – Jadwiga
- 1978: 	Aktorzy prowincjonalni – Malina
- 1978: 	Nauka latania – ciotka Tomka i Wiesi
- 1977: 	Wodzirej – Mela
- 1977: 	Zdjęcia próbne – Wacka, ciotka Anki

## Nagrody
- 1963 – Wrocław – IV Wrocławski Festiwal Polskich Sztuk Współczesnych – nagroda za rolę Marii w przedstawieniu „Niepokój przed podróżą” Jerzego Broszkiewicza w Teatrze Ziemi Lubuskiej w Zielonej Górze
- 1974 – nagroda wojewody poznańskiego za wybitne kreacje aktorskie
- 1974 – Kalisz – XIV KST – nagroda aktorska II stopnia za rolę Pani Peachum w „Operze za trzy grosze” Bertolda Brechta w Teatrze Nowym w Poznaniu
- 1980 – Opole – VI OKT – nagroda za rolę Matki w „Balladynie” Juliusza Słowackiego w Teatrze Nowym w Poznaniu
- 1986 – Złoty Ekran za rolę w filmie „Engagement”
- 1988 – Kalisz – XXVIII KST – nagroda za rolę Toli w przedstawieniu „Narzeczony Beaty”
- 1989 – Kalisz – XXIX KST – nagroda za rolę drugoplanową – za rolę Pani Pernelle w przedstawieniu „Tartuffe” Moliera w Teatrze Nowym
- 1990 – Opole – XVI OKT – nagroda za rolę Pani Orgonowej w „Damach i huzarach” Aleksandra Fredry w Teatrze Nowym w Poznaniu
- 1999 – Poznań – Honorowy Medal Młodej Sztuki przyznawany przez „Głos Wielkopolski” za kunszt aktorski i postawę będącą wzorem dla młodych
- 2004 – Poznań – Nagroda Artystyczna Miasta Poznania
- 2006 – Poznań – Srebrna Maska za najlepszą kreację aktorską w sezonie 2005/2006

## Odznaczenia
- 1971 – Odznaka Honorowa Miasta Poznania
- 1975 – Złoty Krzyż Zasługi
- 1976 – Zasłużony Działacz Kultury
- 1984 – Krzyż Kawalerski Orderu Odrodzenia Polski
- 2013 – Złoty Medal „Zasłużony Kulturze Gloria Artis”